# Ancien 8e arrondissement de Paris
Pour les articles homonymes, voir 8e arrondissement de Paris et 8e arrondissement.
On désigne par ancien 8e arrondissement de Paris le huitième des douze anciens arrondissements de Paris créés en 1795 et ayant existé jusqu'en 1860, année de l'agrandissement de Paris et de la réorganisation en vingt arrondissements, par la loi du 16 juin 1859.

## Emplacement et délimitation

Plan des 12 arrondissements de Paris entre 1795 et 1849 ; le 8e arrondissement était à l'est.

Le 8e arrondissement, d'une superficie de 613 ha, était composé de quatre quartiers contigus, à l’est de Paris.
Il était délimité par les murs de la ville à l'est et au sud, les 7e et 9e arrondissements à l'ouest, la Seine et le 12e au sud-ouest et le 6e au nord :
- barrière de Ménilmontant (voir no 43)
- murs de la ville (actuels boulevards de Ménilmontant, Charonne, Picpus, Reuilly et Bercy)
- barrière de la Rapée (voir no 55)
- Seine et canal Saint-Martin
- porte Saint-Antoine (actuelle place de la Bastille)
- rue Saint-Antoine
- rue Culture-Sainte-Catherine (actuelle rue de Sévigné)
- rue Neuve-Sainte-Catherine (partie est de l'actuelle rue des Francs-Bourgeois)
- rue des Francs-Bourgeois
- vieille-rue du Temple
- rue des Filles-du-Calvaire
- rue de Ménilmontant et de la Roulette (actuelle rue Oberkampf)
- barrière de Ménilmontant

| Paris – 6e arr.       | Paris – 6e arr. Belleville            | Charonne    |
| Paris – 7e et 9e arr. | 8e arrondissement de Paris avant 1859 | Charonne    |
| Paris – 12e arr.      | Bercy                                 | Saint-Mandé |

## Historique
Le 8e arrondissement de Paris, initialement dénommé « huitième municipalité », est créé en 1795. Il regroupe quatre des 48 sections révolutionnaires délimitées en 1790 : la section de l'Indivisibilité, la section des Quinze-Vingts, la section de Montreuil et la section de Popincourt.
Cet arrondissement subsiste jusqu'en 1860.

## Quartiers
De 1811 à 1849
De 1811 à 1849, le 8e arrondissement est divisé en quatre quartiers :
1. Le quartier du Marais[note 1]
2. Le quartier des Quinze-Vingts[note 2]
3. Le quartier du Faubourg Saint-Antoine[note 3]
4. Le quartier Popincourt[note 4]

De 1850 à 1860
De 1850 à 1860, le 8e arrondissement est divisé en cinq quartiers :
1. Le quartier du Marais
2. Le quartier Popincourt
3. Le quartier de la Roquette
4. Le quartier du Faubourg-Saint-Antoine
5. Le quartier des Quinze-Vingts

## Administration

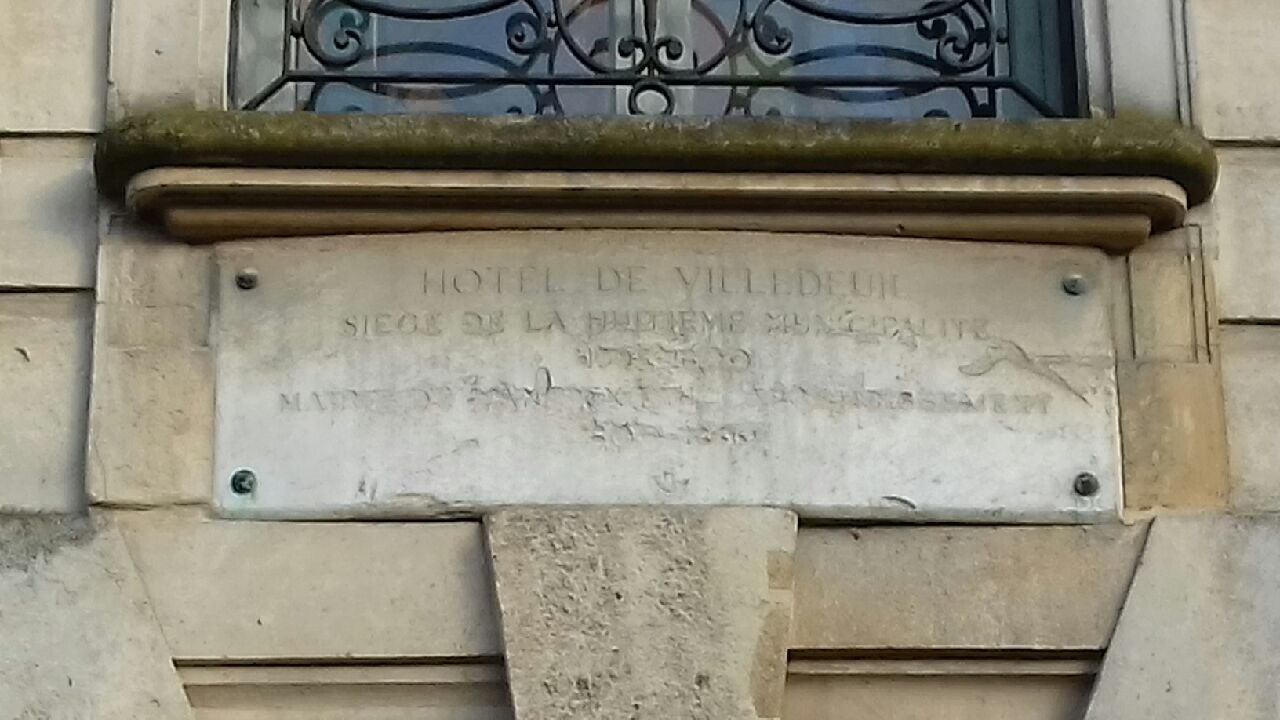
Immeuble situé 14 place des Vosges (Paris 4e). La plaque commémorative rappelle qu'il fut le siège de la 8e municipalité. Mars 2021.

Un hôtel situé au no 14 de la place Royale (actuelle place des Vosges) et appartenant depuis 1777 au ministre d'État Laurent de Villedeuil, qui émigre à la Révolution, est réquisitionné en 1793 et attribué au siège de la huitième municipalité. Restitué à son propriétaire en 1815, l'immeuble est racheté par la ville en 1819. La mairie y reste ainsi sans discontinuité de 1793 à 1860.

### Maires du8earrondissement
| Période   | Identité                                            |
| --------- | --------------------------------------------------- |
| 1795-1798 | Agathon Jean François Fain                          |
| 1798-1800 | Louis-Pierre Landragin                              |
| 1800-1804 | Éloi Charles Fieffé,                                |
| 1804-1815 | Eugène Balthazard Crescent Bénard de Moussignières, |
| 1815-1827 | Pierre Nicolas Le Prieur de Blainvilliers,          |
| 1827-1830 | Nicolas-François Moufle                             |
| 1830-1834 | François Bouvattier,                                |
| 1834-1841 | Émile Got (d)                                       |
| 1841-1845 | François-Pierre Bayvet (d),                         |
| 1846-1848 | Ernest Moreau (d)                                   |
| 1848-1849 | Jacques Richard (d)                                 |
| 1849-1850 | Nicolas-Antoine Maréchal (d)                        |
| 1850-1858 | Jacques Perret                                      |
| 1858-1860 | Frédéric Lévy                                       |

## Démographie
| 1793 | 1800   | 1806 | 1816   | 1821 | 1831   |
| ---- | ------ | ---- | ------ | ---- | ------ |
| -    | 46 205 | -    | 62 758 | -    | 72 800 |

| 1836   | 1841   | 1846    | 1851    | 1856    | - |
| ------ | ------ | ------- | ------- | ------- | - |
| 82 094 | 93 099 | 109 925 | 110 243 | 144 748 | - |

## Évolution
En 1860, le huitième arrondissement ancien disparaît dans le cadre de l'agrandissement de Paris et de son découpage en vingt nouveaux arrondissements, en application de la loi du 16 juin 1859. Le quartier du Marais est réparti entre les nouveaux 3e et 4e arrondissements, les quartiers Popincourt, de la Roquette et du Faubourg-Saint-Antoine sont intégrés au 11e et le quartier des Quinze-Vingts au 12e.